# Marguerite d'Alvarez
Marguerite d'Alvarez (c. 1886 - 18 octobre 1953) est une contralto et actrice anglaise. 

## Biographie
Marguerite d'Alvarez est née à Bootle d'un père péruvien et d'une mère française. Elle étudie au conservatoire de Bruxelles et fait ses débuts à Rouen en 1907 en chantant Delilah. Après avoir repris ses études à Paris, elle fait ses premières apparitions américaines avec la Manhattan Opera Company en 1909 dans le rôle de Fidès dans Le prophète de Giacomo Meyerbeer. Après sa saison à New York, elle part à Londres pour aider Oscar Hammerstein à inaugurer son opéra en 1911; cette année-là elle a de grands succès dans des rôles français. 
Par la suite, d'Alvarez a chanté dans de grands opéras européens tels que Covent Garden et a également chanté à Chicago et à Boston. 
Elle a enregistré plusieurs chansons à New York en 1920-21 dont des airs de son répertoire lyrique et des chansons espagnoles de Falla, Chapí et Tabuyo.
Son autobiographie, Forsaken Altars, a été publiée en 1954, après sa mort à Alassio, en Italie.

## Filmographie
- Till We Meet Again (1944), Mme. Sarroux (non créditée)
- An Angel Comes to Brooklyn (1945), Madame Della
- Affair in Monte Carlo (1953), Mme Benoit[3].